# Harpstedt
Cet article possède des paronymes, voir Hanstedt, Harstad, Härstedt, Hastedt et Horstedt.
Harpstedt est une commune de l'arrondissement d'Oldenbourg, dans l'État de Basse-Saxe en Allemagne.

## Jumelages
- Loué (France)